# 長野県道268号木曽福島停車場線
長野県道268号木曽福島停車場線（ながのけんどう268ごう きそふくしまていしゃじょうせん）は、長野県木曽郡木曽町福島の中央本線木曽福島駅と長野県道461号鳥居本町線（国道19号旧道）を結ぶ一般県道。

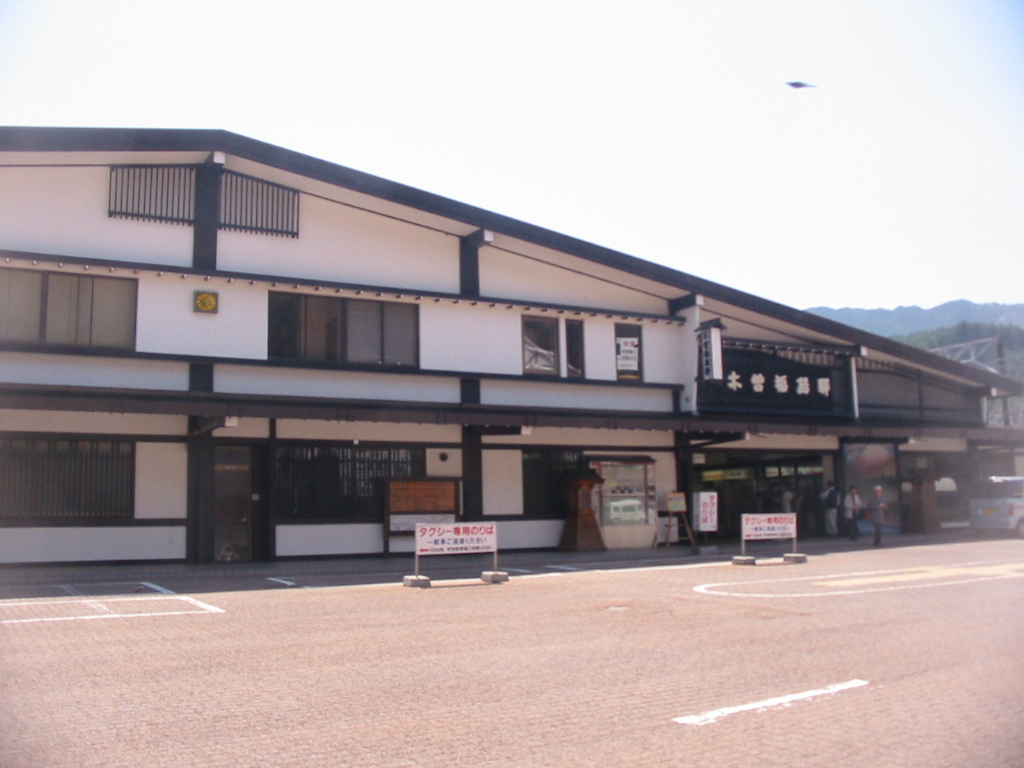
木曽福島駅

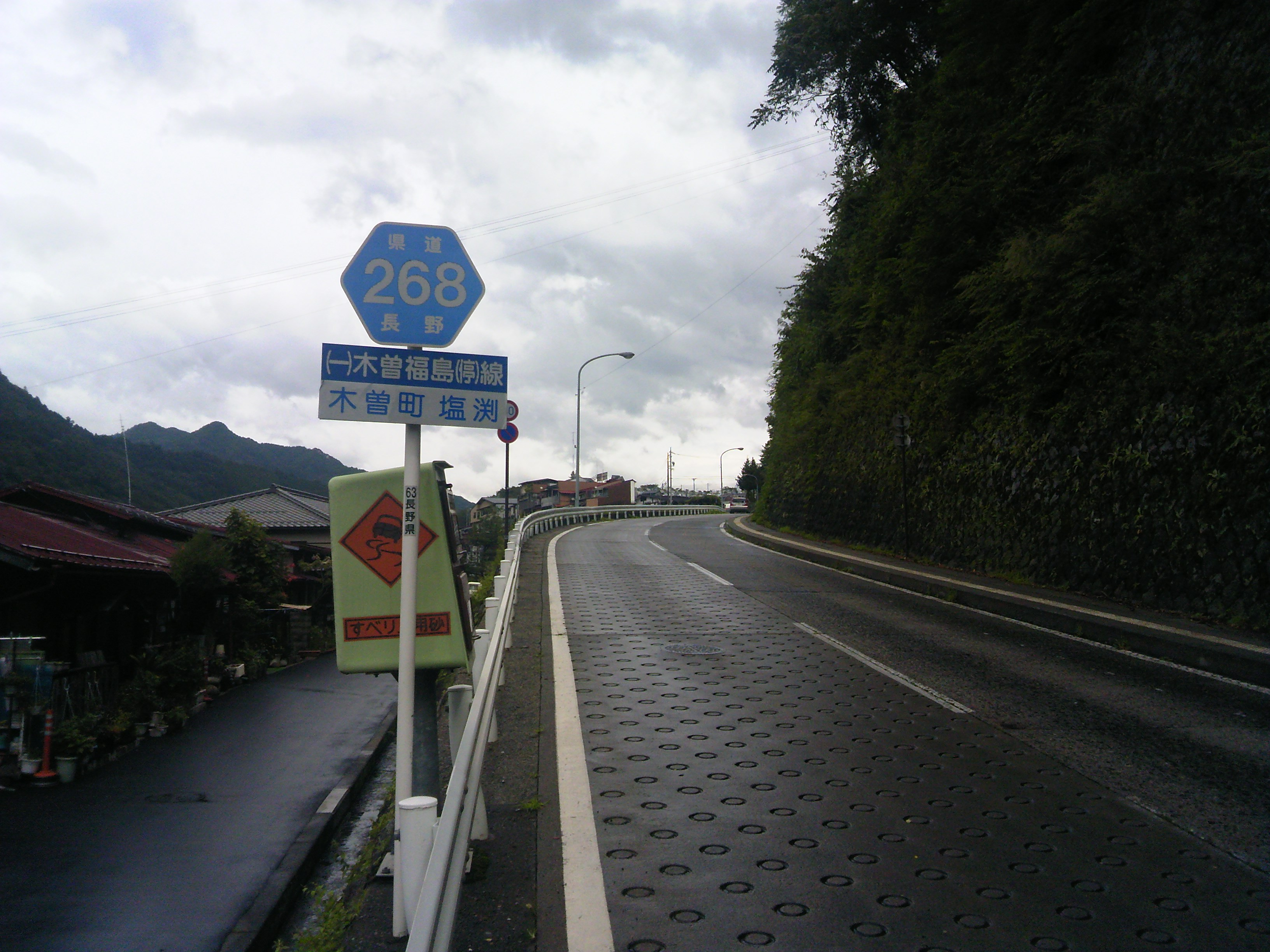
長野県道268号線（木曽町塩渕）

## 概要

### 路線データ
- 起点：木曽郡木曽町大字福島字新万郡（中央本線木曽福島駅）
- 終点：木曽郡木曽町大字福島字塩渕（塩渕交差点、長野県道461号鳥居本町線交点）

## 接続・交差する道路
- 長野県道269号木曽福島停車場駒ヶ岳線（起点）
- 長野県道461号鳥居本町線（国道19号旧道、終点）